# Ariadna gryllotalpa
Ariadna gryllotalpa là một loài nhện trong họ Segestriidae.
Loài này thuộc chi Ariadna. Ariadna gryllotalpa được William Frederick Purcell miêu tả năm 1904.